# سيدي سعادة
سيدي سعادة هي إحدى بلديات دائرة يلل بولاية غليزان الجزائرية.يبلغ عدد سكانها 17558 نسمة حسب إحصاء 2008. أنشئت البلدية بموجب التقسيم الإداري سنة 1984م، وهي تابعة إداريا لولاية غليزان،

## أصل التسمية
سميت بلدية سيدي سعادة نسبة إلى أحد الأولياء في المنطقة وكان اسمه سيدي سعادة، ويقال أن نسبه يعود إلى فاطمة الزهراء بنت الرسول محمد ﷺ.

## المواصلات
- الطريق الولائي رقم 12

## الإقتصاد

### الزراعة
تمتاز أراضي البلدية بطابعها السهلي الفلاحي، حيث تقدر المساحة الفلاحية بحوالي 5773 هكتارا، ومناخ شبه جاف باردا شتاء وحارا صيفا .ونظرا للطبيعة الجغرافية للبلدية فإنّ نشاط السكان ينحصر أساسا في الفلاحة بالدرجة الأولى فزراعة الحبوب بكل أنواعها هي الأكثر انتشارا بالجهة كما يعتمد السكان في معيشتهم على تربية الدواجن وهي من الأولويات، بالإضافة لتربية المواشي والأبقار، فزراعة الجلبان تتصدر طليعة القطاع الفلاحي 

### الصناعة
أما في الميدان الصناعي، نجد البلدية مصنعة بحكم موقعها الاستراتجي وأراضيها الخصبة . ضمن المناطق الصناعية الأمر الذي جعلها تستفيد من مركب الحليب ومشتقاته ، وتجدر الإشارة إلاّ أن النشاط الصناعي يكاد ينعدم بسبب نقص الموارد المائية

## العمران

### دواوير البلدية
- أولاد يحي
- العبايدة
- الحجايجية
- العقايبية
- أولاد سيدي الطيب
- الهوانة
- أولاد بن حميد
- أولاد والي
- أولاد بوغني
- أولاد الشيخ
- الهناشرية
- البرانسية

## تراث

### وعدة سيدي سعدة
تعد وعدة الولي الصالح سيدي سعادة من بين أهم التضاهرات الدينية والإجتماعية والثقافية وحتى الرياضية إذ تستقطب العديد من الزوار لمشاهدة عروض الفانتازيا 

## معالم
- ضريح سيدي سعادة

## أعلام
- عبدالقادرالحاج علي

## وصلة خارجية
- سيدي سعادة